# Leptophis ahaetulla
Leptophis ahaetulla (Linnaeus, 1758), noto anche come lora o serpente pappagallo è un serpente arboricolo della famiglia dei Colubridi, diffuso nell'America centrale (Panama, Messico, Trinidad e Tobago).
Ha una colorazione verde con sfumature gialle e arancioni. Raggiunge la lunghezza di 220 cm ed è dotato di denti veleniferi opistoglifi che iniettano un veleno che nell'uomo causa generalmente edema localizzato.
È un serpente irritabile e che morde con estrema facilità. Infatti, la maggior parte dei morsi di serpente del Centro america sono causati da questo tipo di serpente .
Si nutre di rane e lucertole.